# Supercoupe de Bulgarie de football
La Supercoupe de Bulgarie de football (en bulgare : Суперкупа на България) est une compétition bulgare de football, opposant sur un match le champion de Bulgarie au vainqueur de la Coupe de Bulgarie. Si le champion de Bulgarie est aussi vainqueur de la coupe, alors il affronte le finaliste de la coupe.
La compétition se tient habituellement le week-end précédant le début de la nouvelle saison.
Le club le plus titré est le Ludogorets Razgrad avec huit titres remportés.

## Histoire
La première édition de la Supercoupe de Bulgarie se tient en 1989. Le match est une idée de Kiril Zaharinov, secrétaire de l'Union des journalistes sportifs bulgares. Le premier trophée est créé en Italie et mesure 80 cm de haut, pesant 15 kg. Il se trouve désormais au musée du CSKA Sofia.
La rencontre se tient au Stade du 9 septembre à Bourgas, et oppose le CFKA Sredets Sofia, qui a réalisé le doublé Coupe-Championnat au Chernomorets Burgas, finaliste de la Coupe. Le CFKA remporte le match sur le score de 1-0 grâce à un but de Hristo Stoichkov.
Après la chute du bloc de l'Est, la supercoupe est annulée. Quatorze ans plus tard, la Ligue de football professionnel bulgare décide de restaurer la compétition en opposant le champion de la saison 2003-2004, le Lokomotiv Plovdiv au vainqueur de la Coupe 2003-2004, le Litex Lovetch. Le match se tient au Naftex Stadium à Bourgas et le Lokomotiv l'emporte 1-0 après un but à la dernière minute d'Ivan Paskov.

## Palmarès
| Année                      | Vainqueur          | Score                   | Finaliste            | Stade et lieu                       | Affluence |
| -------------------------- | ------------------ | ----------------------- | -------------------- | ----------------------------------- | --------- |
| 1989                       | CFKA Sredets Sofia | 1 - 0                   | Chernomorets Bourgas | Stade du 9 septembre (en), Bourgas  | 25 000    |
| Non disputé de 1990 à 2003 |                    |                         |                      |                                     |           |
| 2004                       | Lokomotiv Plovdiv  | 1 - 0                   | Litex Lovetch        | Stade Naftex, Bourgas               | 4 500     |
| 2005                       | Levski Sofia       | 1 - 1 ap (3 - 1 t.a.b.) | CSKA Sofia           | Stade national Vassil-Levski, Sofia | 13 500    |
| 2006                       | CSKA Sofia         | 0 - 0 ap (3 - 0 t.a.b.) | Levski Sofia         | Stade national Vassil-Levski, Sofia | 16 000    |
| 2007                       | Levski Sofia       | 2 - 1 ap                | Litex Lovetch        | Stade national Vassil-Levski, Sofia | 11 000    |
| 2008                       | CSKA Sofia         | 1 - 0                   | Litex Lovetch        | Stade national Vassil-Levski, Sofia | 8 500     |
| 2009                       | Levski Sofia       | 1 - 0                   | Litex Lovetch        | Stade national Vassil-Levski, Sofia | 7 000     |
| 2010                       | Litex Lovetch      | 2 - 1 ap                | Beroe Stara Zagora   | Stade national Vassil-Levski, Sofia | 3 000     |
| 2011                       | CSKA Sofia         | 3 - 1                   | Litex Lovetch        | Stade Lazour, Bourgas               | 8 000     |
| 2012                       | Ludogorets Razgrad | 3 - 1                   | Lokomotiv Plovdiv    | Stade Lazour, Bourgas               | 2 700     |
| 2013                       | Beroe Stara Zagora | 1 - 1 (5 - 3 t.a.b.)    | Ludogorets Razgrad   | Stade national Vassil-Levski, Sofia | 1 500     |
| 2014                       | Ludogorets Razgrad | 3 - 1                   | Botev Plovdiv        | Stade Lazour, Bourgas               | 5 500     |
| 2015                       | Tcherno More Varna | 1 - 0                   | Ludogorets Razgrad   | Stade Lazour, Bourgas               | 1 800     |
| Non disputé en 2016        |                    |                         |                      |                                     |           |
| 2017                       | Botev Plovdiv      | 1 - 1 (5 - 4 t.a.b.)    | Ludogorets Razgrad   | Stade Lazour, Bourgas               | 1 830     |
| 2018                       | Ludogorets Razgrad | 1 - 0                   | Slavia Sofia         | Trace Arena, Stara Zagora           | 850       |
| 2019                       | Ludogorets Razgrad | 2 - 0                   | Lokomotiv Plovdiv    | Stade national Vassil-Levski, Sofia | 1 200     |
| 2020                       | Lokomotiv Plovdiv  | 1 - 0                   | Ludogorets Razgrad   | Ludogorets Arena, Razgrad           | 0         |
| 2021                       | Ludogorets Razgrad | 4 - 0                   | CSKA Sofia           | Stade national Vassil-Levski, Sofia | 8 800     |
| 2022                       | Ludogorets Razgrad | 2 - 2 (4 - 3 t.a.b.)    | Levski Sofia         | Stade national Vassil-Levski, Sofia | 21 342    |
| 2023                       | Ludogorets Razgrad | 1 - 1 (4 - 2 t.a.b.)    | CSKA 1948 Sofia      | Stade Ivaylo, Veliko Tarnovo        | 1 344     |
| 2024                       | Ludogorets Razgrad | 3 - 2                   | Botev Plovdiv        | Stade Hristo Botev, Plovdiv         | 10 123    |

## Bilan par club
| Club               | Titre(s) | Année(s)                                       |
| ------------------ | -------- | ---------------------------------------------- |
| Ludogorets Razgrad | 8        | 2012, 2014, 2018, 2019, 2021, 2022, 2023, 2024 |
| CSKA Sofia         | 4        | 1989, 2006, 2008, 2011                         |
| Levski Sofia       | 3        | 2005, 2007, 2009                               |
| Lokomotiv Plovdiv  | 2        | 2004, 2020                                     |
| Tcherno More Varna | 1        | 2015                                           |
| Beroe Stara Zagora | 1        | 2013                                           |
| Litex Lovetch      | 1        | 2010                                           |

Note : le CFKA Sredets Sofia est l'ancien nom du CSKA Sofia.